# Royaume de Dergé
Le royaume de Dergé (tibétain : སྡེ་དགེ་རྒྱལ་པོ, Wylie : sde dge rgyal po ; translittération en chinois : 德格土司 ; pinyin : dégé tǔsī ; litt. « Tusi de Dergé ») est un royaume créé sous la dynastie Yuan (1234/1279 — 1368), mongole, utilisant le système chinois du tusi (chef d'ethnie locale). Le plus influent des quatre tusi du Kham (Tibet oriental) et également le plus influent des tusi de minorités tibétaines (ou zang), le royaume de Dergé était un centre industriel, religieux et politique ayant depuis le XVe siècle son siège dans la ville de Dergé.
Ce tusi est avec ceux de Litang (ou Lithang), situé dans l'actuel xian de Litang, dans la préfecture autonome tibétaine de Garzê, de Bathang et de Chakla appelés les « quatre grands tusi du Kham » (康区四大土司, kāng qū sìdà tǔsī),.

## Origine du nom
Le dishi de l'empereur Kubilai Khan, Phagspa de l'école Sakya, donne à l'enfant de la 30e génération de son clan familial, le prêtre Suolang Renqing (索郞仁青, suǒláng rénqīng), le titre de docteur parmi les quatre vertus et dix modèles (chinois : 四德十格之大夫 ; pinyin : sì dé shí gé zhī dàifū), ce qui a donné ensuite lieu à l'abréviation de Dege (德格, dégé, « modèle-vertu »). Ce clan familial a perduré depuis 噶东赞, gádōngzàn (ou gédōngzàn), premier représentant, jusqu'à nos jours avec sa 54e génération.

## Limites territoriales
Son territoire s’étendait[Quand ?] entre le lac Qinghai au nord, Chantui, Litang et les états Horpa à l’est, Batang, Sanai, Gonjo et Draya au sud, Lhato et Chamdo à l’ouest. 12 000 à 15 000 familles y vivaient durant sa période de plus grande extension.

## Lignage royal
Le lignage des rois de Dergé prétend remonter à un parent de Gar Songtsen vivant au VIIIe siècle et s’étend sur 47 générations et 1300 ans. Sous la république de Chine (1912-1949), le système du tusi continua et, en 1939, la chefferie est alors intégrée à la province du Xikang (1933-195), Zewang Dengdeng (tibétain : Cewang ?? ; chinois : 澤汪鄧登) était le 21e tusi de Dergé.
Le premier roi de Dergué est Botar Lodro Tobden (fin du XIVe siècle-milieu du XVe siècle), 30e chef de la maison de Dergué ayant établi le siège de cette famille dans l'actuelle ville de Dergué.
Jamyang Pema (1942-1959) est dernier roi de Dergué.

## Histoire
C’est au XVe siècle, sous le règne du 31e roi Lodro Tobden, que Dergé devint capitale du royaume. Lodro Tobden invita dans le pays Thang Tong Gyalpo qui y fit construire des ponts et des chörtens, et fonda le monastère de Gongchen où s’installèrent les Sakyapa.

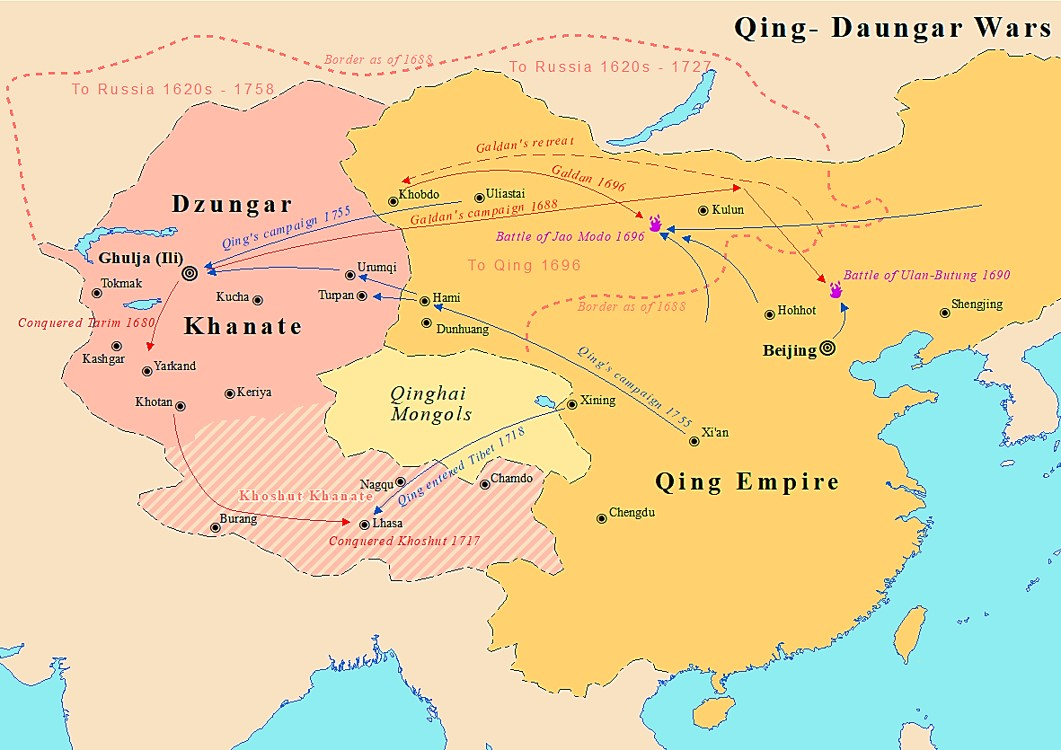
Situation géopolitique de la Chine en 1717

Au XVIIIe siècle, Tenpa Tsering conquit de nouvelles terres et étendit le royaume vers le nord. En 1717, pendant la guerre Dzoungar-Qing, les Dzoungars occupent la région de Lhassa et tuent Lhazang Khan, petit-fils du roi mongol du Tibet, Güshi Khan, et dernier roi Khoshut-Oïrats influent au Tibet,.
En 1723 Tenpa Tsering demande à l'Empire Qing le titre de tusi, tandis que le gouvernement centrale tente d'imposer une réforme supprimant les tusi. En 1726, l'officier mandchou, Ortai tente d'abolir le système dans sa politique de réforme appelée gaitu guiliu (改土归流 / 改土歸流, gǎitǔ guīliú, « remplacer le [dirigeant] local, retourner au [gouvernement central] généralisé ») visant à remplacer les tusi par des membres du gouvernement central, ce que la dynastie Ming tente déjà d'imposer,.
Les Mandchous envoient une armée et en 1727, le royaume de Dergé tombe sous l'emprise chinoise en même temps que le reste du Tibet oriental. Il fut inclus avec les districts de Nyarong, Batang et Litang et les cinq états Horpa dans la région appelée Kham. En 1733, l’empereur Yongzheng conféra au roi de Dergé le titre de chef du « bureau de pacification » xuanweisi 宣威司, qui le laissait indépendant de fait mais l’obligeait à payer un tribut.
Le titre de tusi est accordé en 1728 à Tenpa Tsering, avec le titre de commis à la pacification de Dergé.
Au début des années 1800, Gombo Namgye prit le pouvoir dans le Nyarong voisin et entreprit de l’étendre sur tout le Kham. En 1863, Dergé fut envahi et appela à l’aide la Chine et le gouvernement de Lhasa. Ce fut ce dernier qui envoya une armée qui chassa les troupes de Nyarong en 1865. Le Tibet réclama alors Dergé, ce qui semble avoir été accepté par l’empereur de Chine,. Le gouvernement tibétain y nomma un fonctionnaire.
En 1895, le chef de Nyarong défia l'autorité de Lhassa et demanda l'aide de la Chine. Le gouverneur général du Sichuan envoya contre Chantui le général Chang Chi, qui envahit du même coup Dergé et fit emprisonner le roi et sa famille à Chengdu. Quand les troupes chinoises furent parties, le roi était mort, laissant deux fils : Dorje Senkel, soutenu par les Chinois, et Djembel Rinchen, soutenu par Chantui. En 1908, Dorje Senkel appela à l’aide le seigneur de guerre Zhao Erfeng envoyé en campagne au Tibet pour réaffirmer la suprématie chinoise après l’invasion des armées de l'Empire britannique dirigées par Francis Younghusband. Djembel Rinchen dut se réfugier auprès de Thubten Gyatso, le 13e dalaï-lama, mais Dorje Senkel abandonna finalement son pouvoir aux Chinois contre une pension. La Chine prit ainsi le contrôle direct de Dergé jusqu’en 1918.
Le 19 août 1918, par le traité de Rongbatsa, les représentants chinois (Liu Tsan-ting), tibétain (Champa Tendar) et britannique (Eric Teichman) entérinèrent les conquêtes des armées tibétaines. Le Yangtzé fut reconnu comme frontière. De plus le Tibet se vit reconnaître deux enclaves sur la rive gauche du fleuve, le Dergué et Baiyü.
En 1932, à la suite d’un agrément entre le seigneur de la guerre Liu Wenhui et les forces tibétaines, Dergé fut intégré avec le reste du Kham oriental dans la province du Xikang, puis dans le Sichuan en 1955. Le palais des rois fut transformé en école.

## Culture et bouddhisme
Dergé était connu pour son artisanat du métal. La famille royale patronnait des artistes, et l’un de ses chapelains, le 8e Tai Situ Situ Panchen Chögyi Jungney (1700-1774), fut un grand peintre religieux. C’était aussi un spécialiste de la médecine et un lama Kagyu partisan du shentong,.
Contrairement au Tibet central où la domination des Gelugpa sur les autres lignées se fit sentir à partir du XVIIe siècle, les Sakyapa, Kagyupa et Nyingmapa restèrent très actifs au Tibet oriental et dominaient à Dergé. Les souverains soutinrent le mouvement Rimé qui y connut un grand développement,.
Parmi les centres religieux les plus importants on trouve le monastère de Gongchen fondé au XVe siècle, important centre d’études Sakya, Dzongsar, monastère Sakya et centre important du Rimé, le monastère Nyingma de Dzogchen (XVIIe) et le monastère de Palpung fondé au XVIIIe appartenant aux Karma Kagyupa. À proximité de Gongchen fut établie en 1729 une imprimerie de textes bouddhistes (Dergé Parkhang). Elle est le seul des trois grands centres anciens d’imprimerie tibétains (Dergé, Lhapuleng et Lhasa) à avoir fonctionné continument jusqu'au XXIe siècle, n’ayant interrompu son activité que brièvement durant la révolution culturelle. Les textes y sont imprimés selon la technique traditionnelle.